# Жабін (Західнопоморське воєводство)
Жабін (пол. Żabin) — село в Польщі, у гміні Вешхово Дравського повіту Західнопоморського воєводства.
Населення — 684 особи (2011).
У 1975-1998 роках село належало до Кошалінського воєводства.

## Демографія
Демографічна структура станом на 31 березня 2011 року:
|          | Загалом | Допрацездатний вік | Працездатний вік | Постпрацездатний вік |
| -------- | ------- | ------------------ | ---------------- | -------------------- |
| Чоловіки | 358     | 79                 | 254              | 25                   |
| Жінки    | 326     | 58                 | 215              | 53                   |
| Разом    | 684     | 137                | 469              | 78                   |